# Зелёногурское воеводство (1975—1998)
Зелёногу́рское воево́дство (пол. województwo zielonogórskie) — воеводство на западе Польши, существовавшее в 1975–1998 годах. Представляло собой одну из 49 основных единиц административного деления Польши, упраздненных в ходе административной реформы Польши 1998 года. Занимало площадь 8868 км². Административным центром воеводства являлся город Зелёна-Гура. Граничило с ГДР (после 3 октября 1990 — с ФРГ) на западе и 5 другими воеводствами: Гожувским на севере, Познанским и Лешненским на востоке, Легницким на юго-востоке и Еленегурским на юге.

## История

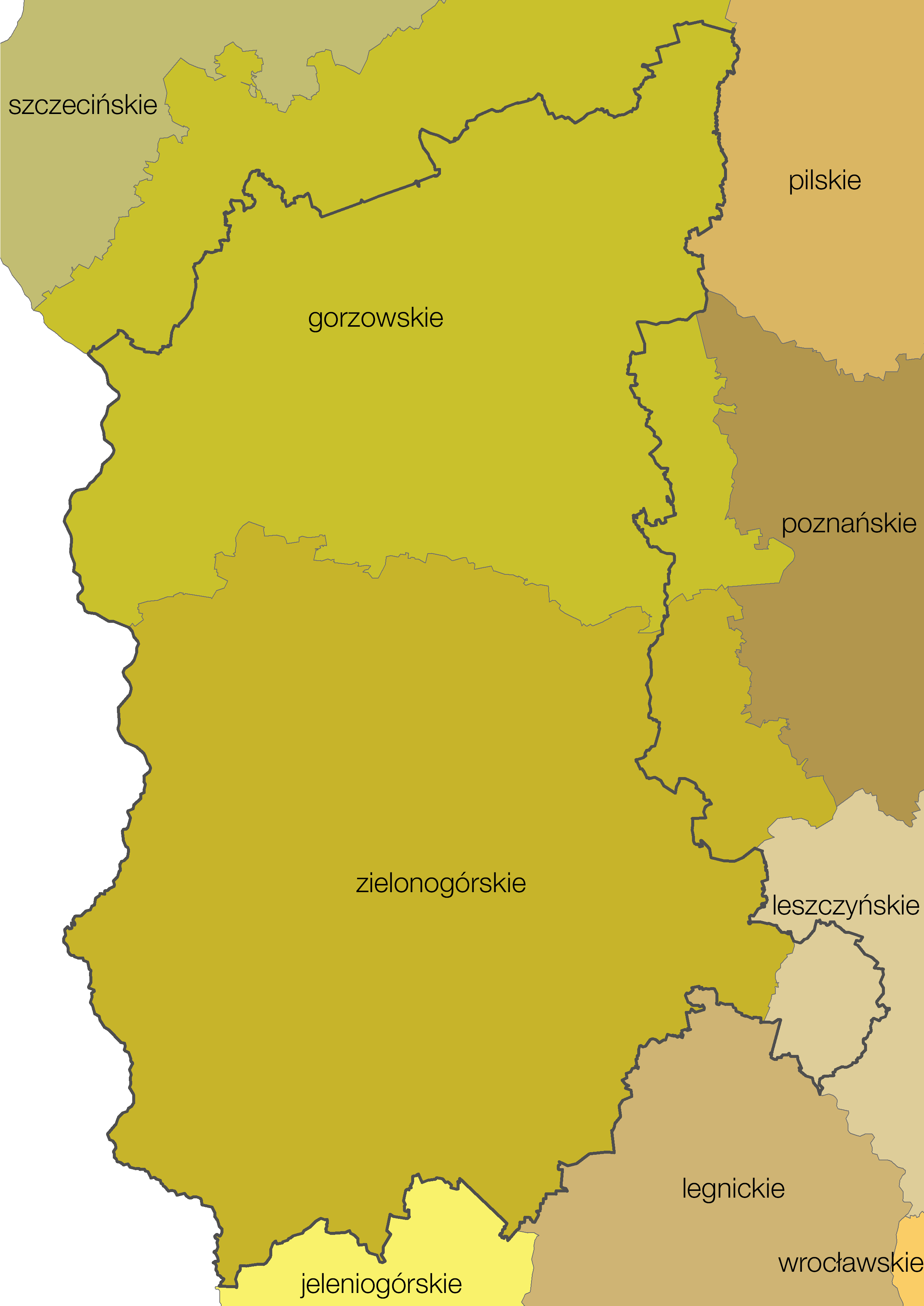
Зелёногурское воеводство и граница территории Любушского воеводства (чёрный контур)

Зелёногурское воеводство было вновь образовано в результате административной реформы 1975 года, заняв территорию примерно соответствующую границам южной половине предыдущего Зелёногурского воеводства, а также небольшой участок западной части Познанского воеводства. По учреждению воеводства его площадь составляла 8853 км², подразделяясь на 87 административных единиц (26 городов и 61 гмину), из которых 82 ранее относились к предыдущему Зелёногурского воеводству, а 5 — к Познанскому.
После административной реформы 1998 года воеводство прекратило своё существование и его территория почти полностью отошла к новообразованному Любушскому воеводству, кроме небольшой части, состоящей из трёх гмин (Седлец, Вольштын и Збоншинь) на северо-востоке — вошедшей в состав новообразованного Великопольского воеводства.

## Города
Крупнейшие города воеводства по числу жителей (по состоянию на 31 декабря 1998 года):
- Зелёна-Гура — 118 182
- Нова-Суль — 42 662
- Жары — 40 732
- Жагань — 28 170
- Свебодзин — 22 539
- Губин — 18 893
- Сулехув — 18 250
- Любско — 15 511
- Вольштын — 13 879
- Шпротава — 13 139
- Кросно-Оджаньске — 13 000
- Кожухув — 9967
- Збоншинь — 7500
- Збоншинек — 5100
- Илова — 4100
- Слава — 4000

## Население
| Год       | 1975    | 1980    | 1985    | 1990    | 1995    | 1998    |
| Население | 580 000 | 609 200 | 646 000 | 660 000 | 674 100 | 679 300 |